# Долінка (округ Вельки Кртіш)
Долінка (словац. Dolinka) — село, громада округу Вельки Кртіш, Банськобистрицький край, центральна Словаччина, регіон Новоград. Кадастрова площа громади — 7,3 км². Протікає Великий потік.
Населення 488 осіб (станом на 31 грудня 2017 року).

## Історія
Дачов Лом вперше згадується в 1260 році.

## Населення
| Рік:            | 1994. | 2004.   | 2014.   | 2024.   |
| --------------- | ----- | ------- | ------- | ------- |
| Кількість осіб: | 561   | 516     | 482     | 446     |
| Різниця:        |       | -8,02 % | -6,58 % | -7,46 % |

| Рік:            | 2023. | 2024.   |
| --------------- | ----- | ------- |
| Кількість осіб: | 457   | 446     |
| Різниця:        |       | -2,40 % |